# Styraxodesmus chipinqueus
Styraxodesmus chipinqueus är en mångfotingart som beskrevs av Chamberlin 1943. Styraxodesmus chipinqueus ingår i släktet Styraxodesmus och familjen fingerdubbelfotingar. Inga underarter finns listade i Catalogue of Life.